# Podolsk

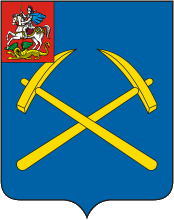
Podolsks vapen.

Podolsk (ryska Подо́льск) är en stad i Moskva oblast i Ryssland. Folkmängden uppgick till 223 896 invånare i början av 2015.